# Aspronisi
Aspronisi (griechisch Ασπρόνησι (n. sg.)) ist eine unbewohnte griechische Insel im südlichen Ägäischen Meer, die administrativ zur Gemeinde der Kykladen-Insel Thira in der Region Südliche Ägäis (Περιφέρεια Νότιου Αιγαίου) gehört.
Die fast vegetationslose Insel ist Teil des südwestlichen Randes des Santorin-Archipels der im Anschluss an den großen Vulkanausbruch um 1625 v. Chr. entstandenen Caldera.
Aspronisi hat eine Fläche von 0,142 km², eine Länge von rund 650 m, eine Breite von rund 200 m und eine längliche Form. Die Topographie ist plateauartig, mit einer Hochebene auf rund 70 m und nach allen Seiten fast senkrecht ins Meer abfallenden Felsküsten. Die Geologie entspricht jener der anderen, den Kraterrand bildenden Inseln Santorinis, Thira und Thirasia. Der untere Teil des Inselsockels besteht aus schwarzer Lava, die obere Schicht aus weißem Bimsstein. Daher rührt auch der griechische Name Aspronisi, welcher übersetzt „weiße Insel“ bedeutet.
Da es auf Aspronisi keinerlei Sehenswürdigkeiten gibt und eine Landung wegen der fast senkrechten Felsen und der oft heftigen Strömungen schwierig ist, wird die Insel weder von regulären Kursschiffen noch von Ausflugsbooten angefahren. Aspronisi befindet sich in Privatbesitz.